# Ankaramena (Anosy)
Andranombory is een plaats en commune in het zuiden van Madagaskar, behorend tot het district Tôlanaro, dat gelegen is in de regio Anosy. Tijdens een volkstelling in 2001 telde de plaats ongeveer 13.000 inwoners.
De plaats biedt enkel lager onderwijs aan. 67% is landbouwer en 13% houdt zich bezig met veeteelt. Met name worden er zoete aardappelen en rijst verbouwd, maar bonen en cassave komt ook voor. 2% van de bevolking is werkzaam in de industriesector en 10% in de dienstensector. Ten slotte werkt 8% in de visserij.